# 初戀 (遊戲)
《初戀》是由日本遊戲公司RUNE製作於2002年10月25日發售的戀愛冒險類型成人遊戲，後來分別發售PlayStation 2版《初戀 -first kiss-》和iOS版《初戀 〜 like Citrus 〜》。另外在2004年改編成OVA由れもんは～と發售。

## 角色

### 主要角色
初島稔（聲優：島崎比呂(OVA)）
本作男主角。私立聖櫻館學園二年級學生。
櫻井小桃（聲優：大波こなみ/幡宮かのこ(PS2)/北都南(OVA)）
稔的學姊，網球社所屬。
初島杏（聲優：春日アン/木葉楓(OVA)）
稔的妹妹兼同學，啦啦隊社所屬。
椎名柚純（聲優：青山ゆかり）

高鷺花梨（聲優：カンザキカナリ）
稔的同學。
（聲優：松井みどり/高村優里(PS2)）
來自外國的留學生。

### 其他角色
西村陽子（聲優：神崎ちひろ/木村あやか(OVA)）
杏的朋友。
加藤美木（聲優：石野恵(OVA)）
杏的朋友。
二木龍也（聲優：平井達哉(OVA)）
稔的朋友。
鎌田直矢（聲優：リバウンド玉三郎(OVA)）
稔的朋友。

## 主題曲
片頭曲「初恋」
作詞、作曲、編曲：上松範康，主唱：佐藤裕美
片尾曲「おまじない」
作詞、作曲：上松範康，主唱：KIRIKO

## OVA
OVA版是成人動畫由れもんは～と於2004年發售共兩集，2006年9月29日發售合集版，2010年8月27日由セブンエイト發售完全版。

### 主題曲
第一話片尾曲「初恋」
作詞、作曲、編曲：上松範康，主唱：佐藤裕美
第二話片尾曲「ただいま」
作詞、作曲：上松範康，編曲：藤間仁，主唱：佐藤裕美

### 各集列表
| 話數   | 標題 | 發售日        |
| ------ | ---- | ------------- |
| 第一話 | 告白 | 2004年2月25日 |
| 第二話 | 約束 | 2004年4月25日 |

### 工作人員
- 企画：豪冠太郎
- 監督、演出：ムサシ丸（第一話）、紫アオイ（第二話）
- 角色設計：ダルマさん
- 劇本：猫舌あち
- 音樂：feel
- 作画監督：山下善光（第二話）
- 音響監督：えのん
- 製作人：小石川由宇、才野美貴
- 制作：picol
- 製作：『初恋』製作委員会

## 評價
《ファミ通》864號的クロスレビュー對PlayStation 2版《初戀 -first kiss-》給予25/40評分。

## 外部連結
- PC版官方網站（日語）
- PS2版官方網站（日語）
- OVA版官方網站（日語）